# ستاره‌گون باواریا
ستاره‌گون باواریا (نام علمی: Astrantia bavarica) نام یک گونه از سرده ستاره‌گون است.